# Klimmen
Klimmen, en limbourgeois Klumme, est un village situé dans la commune néerlandaise de Voerendaal, dans la province du Limbourg. Le 1er janvier 2009, le village comptait 3 283 habitants.

## Histoire
Klimmen a été une commune indépendante jusqu'au 1er janvier 1982, date de son rattachement à Voerendaal.